# Ruja Lazarova
Ruja Lazarova (Búlgar, Ружа Лазарова; Sofia, 1968) és una escriptora búlgara en francès.
Va estudiar al lycée français de Sofia i més tard filosofia a la Universitat de Sofia.

## Premis
- Prosa Jove, 1990

## Festivals de teatre
- “Festival de la Correspondance”, Grignan.

## Novel·les
- Sur le bout de la langue (00h00, 1998),
- Cœurs croisés (Flammarion, 2000)
- Frein (Balland, 2004).
- Mausolée (Flammarion, 2009)